# Södertälje SK
Södertälje SK, Södertälje Sportklubb eller SSK er en svensk ishockeyklub beliggende i Södertälje sydvest for Stockholm. Klubben spiller fra sæsonen 2007-08 atter i den bedste svenske række Elitserien. Klubben spillede senest i Elitserien fra 2002-06.
Klubben spiller sine hjemmekampe i AXA Sports Center, også kendt som Scaniarinken eller Södertälje Event Arena. Arenaen har plads til 7.250 tilskuere.
Klubben blev stiftet i 1902 og fik den nu dominerende sportsgren ishockey på programmet i 1925. SSK har vundet det svenske mesterskab 7 gange, senest i 1985.

## Svenske mesterskaber
- 1925
- 1931
- 1941
- 1944
- 1953
- 1956
- 1985

## 'Fredede' numre
- 2 Anders Eldebrink, D, (1977-81; 1984-90, 1996-99)

## Danske spillere
- Julian Jakobsen 2009-

## Eksterne links
- Wikimedia Commons har flere filer relateret til Södertälje SK
- Södertälje Sportklubb